# 雅各布·奥普达尔
雅各布·奥普达尔（挪威語：Jacob Opdahl，1894年1月15日—1938年3月20日），挪威男子竞技体操运动员。他曾代表挪威获得1912年夏季奥运会体操比赛男子团体自由式金牌和1920年团体自由式银牌。他的哥哥尼尔斯同样是体操选手。